# Handelshögskolan i Stockholms bibliotek
Handelshögskolan i Stockholms bibliotek (engelska: Stockholm School of Economics Library) är ett undervisnings- och forskningsbibliotek vid Handelshögskolan i Stockholm. Biblioteket grundades 1909, samma år som Handelshögskolan i Stockholm.

## Historia

### Tiden iBrunkebergs hotell1909-1926

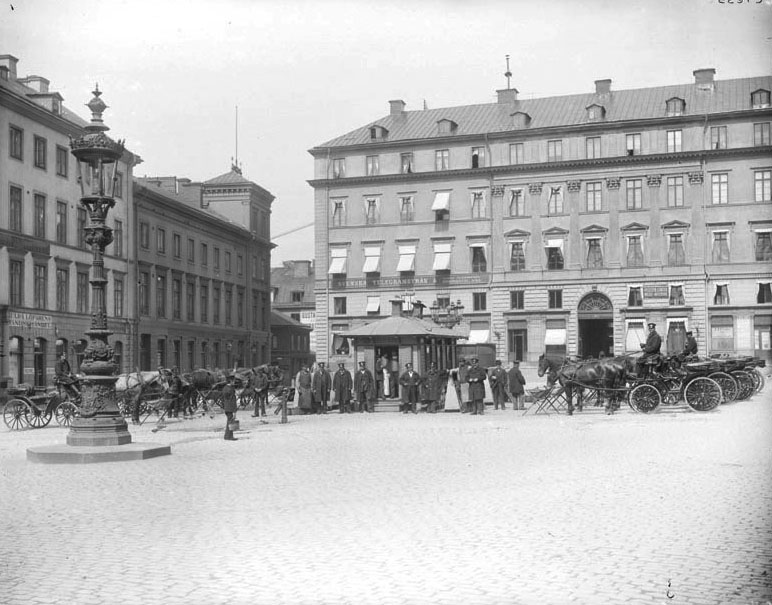
Handelshögskolan i Stockholm och dess bibliotek låg 1909-1926 i Brunkebergs hotell som uppförts 1837-1841 efter ritningar av arkitekt Per Axel Nyström och revs 1969 under Norrmalmsregleringen. På dess plats ligger idag Sveriges Riksbank.

#### Grundandet 1909
Biblioteket grundades 1909, samma år som Handelshögskolan i Stockholm. Biblioteket öppnades den 1 september 1909, en månad innan högskolan officiellt öppnade sina dörrar för studenter. Högskolan och dess bibliotek låg under denna tid i Brunkebergs hotell på Brunkebergstorg 2, i stadsdelen Norrmalm i Stockholm. Biblioteket hade fyra rum till sitt förfogande på andra och tredje vångarna i huset. Bibliotek var ursprungligen slutet, det vill säga endast bibliotekets personal hade tillträde till samlingarna.

#### Tyskaspråkets betydelse
Den första leveransen av böcker kom från företaget Speyer & Peters i Berlin i Tyskland. Det tyska språket var, fram till Andra världskriget, det vanligaste språket för litteraturen i biblioteket samlingar. Givet det tyska språkets betydelse som arbetsspråk, rekryterades 1909 en föreläsare i tyska vid Stockholms högskola (föregångare till Stockholms universitet) på Kungstensgatan 45 vid Observatorielunden, Ernst A Meyer, till tjänsten som bibliotekets första bibliotekarie.

#### Första bibliotekarienErnst A Meyer
Meyer utnämndes även till lektor i tyska språket vid Handelshögskolan i Stockholm 1909, en tjänst han innehade till 1942. Meyer blev senare känd för sin banbrytande forskning inom experimentell fonetik vid Stockholms högskola, där han gjorde röntgenfotograferingar av vokaler samt durationsundersökningar och grundtonsmätningar av tonaccenten i nordiska, övriga germanska och romanska språk. Dessa publicerades bland annat i Meyers Die Intonation im Schwedischen (1937).
Meyer fick hjälp att arrangera bibliotekets samlingar under hösten 1909 av en anställd vid Kungliga biblioteket i Stockholm, dr G Adde. Seminarielärare var också skyldiga att hjälpa till med biblioteks arbetsuppgifter. I juni 1910 uppgick antalet titlar i boksamling till 4602. En rådgivande kommitté utsågs för samråd i frågor som rörde förvärv till biblioteket. Ledamöterna i utskottet utgjordes av Meyer, Handelshögskolan i Stockholms första rektor Carl Hallendorff och professor Eli Heckscher.

#### Andra bibliotekarien Leonard Dal

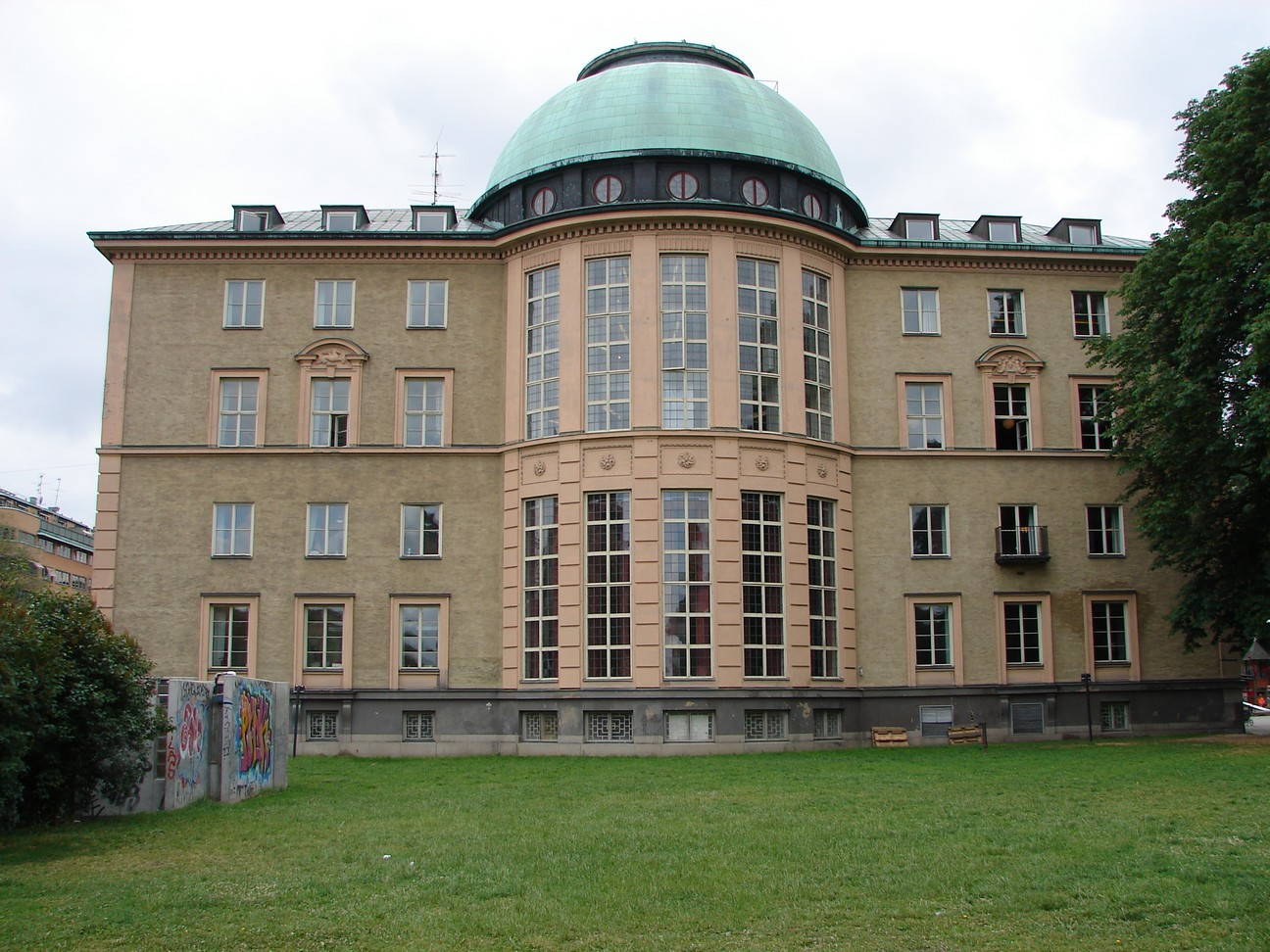
Biblioteket ligger i den övre delen av burspråket och kupolen i Handelshögskolans i Stockholm huvudbyggnad på Sveavägen 65 i Stockholm. Biblioteket har utsikt mot parken Observatorielunden och Stockholms stadsbibliotek.

Då Handelshögskolan började offentliggöra sin egen samling, blev det möjligt att utbyta publikationer med andra institutioner. Detta gjorde att fjärrlån blev möjligt, varvid böcker sändes med post mellan olika högskolor och universitet. 1912 anställdes Leonard Dal som bibliotekarie och Ingrid Afzelius som biträdande bibliotekarie. Dal kom att inneha sin befattningen till 1945, varefter han efterträddes av Afzelius. Gradvis växte samlingarna och biblioteket kom i behov av mer utrymme. 1914 gjordes ytterligare lokaler tillgängliga.

### Nya lokaler vid Sveavägen 65
I februari 1926 flyttade Handelshögskolan och biblioteket till den nya byggnaden på Sveavägen 65, Handelshögskolan i Stockholms nuvarande huvudbyggnad. Enligt den nya byggnadens arkitekt Ivar Tengbom skulle de nya bibliotekslokalerna erbjuda tillräckligt utrymme för samlingarnas tillväxt inom en överskådlig framtid.
Vid den tiden var antalet böcker i samlingen var 26 750 titlar eller 755 meter. Under denna tid ökade allmänhetens användning av biblioteket och högskolans studenter fick instruktioner i hur man använde bibliotekets samlingar som en del i inledningen till sina studier. En lista över högskolans utländska förvärv var publiceras regelbundet i tidskriften Ekonomen. Senare kom en separat lista att publiceras varannan månad.

#### 3-årigekonomexameninförs och antalet studenter ökar
1943-1944 avslutade Handelshögskolan sitt tidigare utbildningsprogram, vilket lett till en ekonomisk examen och gett de utexaminerade rätt till titeln Diplomerad från Handelshögskolan i Stockholm, och införde istället en ett år längre ekonomexamen, vilken gav rätt till titeln civilekonom. Samtidigt ökades antalet studenter. Den längre studietiden och det ökade antalet studenter ledde genast till en ökning av antalet lån. Ökningen av biblioteksverksamheten ledde till att biblioteket nu blivit underbemannat och 1945 ökades antalet tjänster till att omfatta en bibliotekarie, en biträdande bibliotekarie, en biträdande bibliotekarie på halvtid, en assistent  och en vaktmästare.
År 1953 införskaffades en fotokopieringsmaskin. Biblioteket började bland annat publicera serien Ekonomisk dokumentation, där nyförvärvade böcker och artiklar är presenteras. I en rapport från Riksdagsbiblioteket 1956 identifierades biblioteket som huvudbibliotek för ekonomisk litteratur i Sverige.

#### Sveriges ledande bibliotek med inriktning mot ekonomi

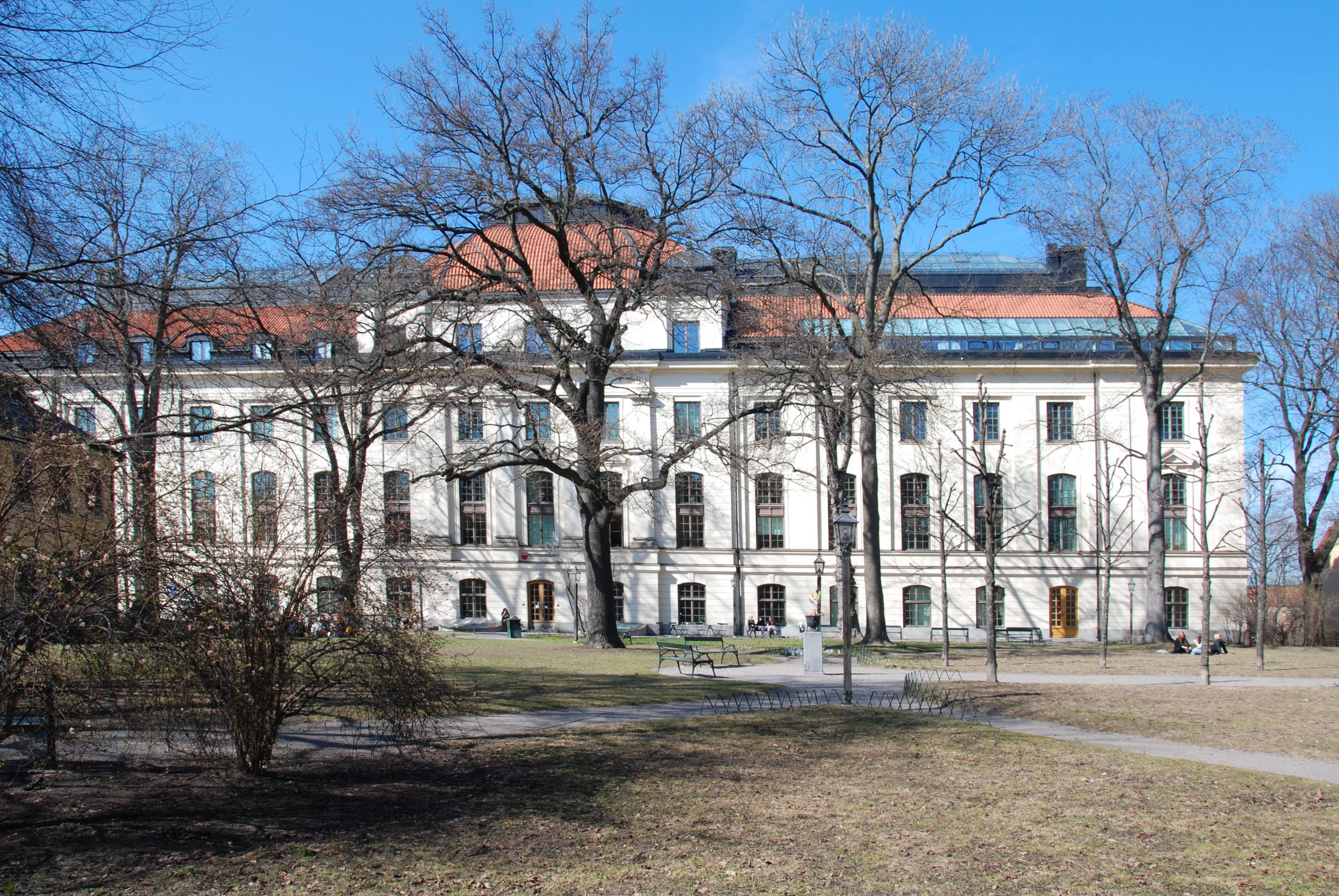
Bibliotekets första chef Ernst A Meyer, var föreläsare i tyska vid Stockholms högskola. Biblioteket hade ursprungligen ett nära samarbete med denna högskola, vars huvudbyggnad på Kungstensgatan 45, låg nära Handelshögskolans huvudbyggnad på Sveavägen 65.

Bibliotekets position som ett ledande biblioteket i Sverige vad gäller ekonomiska ämnen stärktes under decennierna efter kriget och erkändes officiellt av svenska staten genom högskolans pedagogiska uppdrag under perioden 1979-1994. Under de senaste decennierna har biblioteket har upplevt en snabb utveckling. Den stora mängd ny litteratur som tillkommit inom området ekonomi har tvingat fram en specialisering och skärpt kraven från bibliotekets kapacitet. Med hjälp av datorteknik och därpå följande effektivitetsökningar har biblioteket kunnat anpassa sig till den nya situationen och även förbättrat servicen till sina användare.

#### Informationsteknologi börjar användas
Nya förvärv registreras i Libris. För att underlätta orientering inom den stora mängden av ekonomiska tidskrifter, upprättades indexlistan Econ. Handböcker publicerades till stöd för sökningar i databaser. Biblioteket erbjöd också kurser i informationssökning. Information om svenska tidskriftsartiklar och forskningsrapporter indexerades av bibliotekspersonal i databaserna SCANP, SCIMP och TRANSDOC och gjordes tillgängliga via sökning i databaserna och tryckta publikationer.

#### Samlingarnas ökande volym leder till att en depå upprättas iBålsta
Den ökande volymen av ekonomisk litteratur nödvändiggjorde lagring av en fjärdedel av bibliotekets samlingar i en biblioteksdepå i Bålsta i norra Stockholms län. En majoritet av samlingar fanns fortfarande i biblioteket på Sveavägen, som i början av 1980-talet genomgick en grundlig renovering och modernisering. 
Biblioteket är främst avsett för högskolans studenter och forskare, men även näringslivet i stort och offentliga institutioner utgör en allt större grupp av användare. Biblioteket finansieras idag i allt större utsträckning av näringslivet och samhället genom användaravgifter för vissa tjänster, bidrag från dessa och projektmedel. Idag är biblioteket öppet, det vill säga högskolans studenter och forskare rätt att besöka samlingarna och själva hämta de böcker de vill låna.

## Byggnad

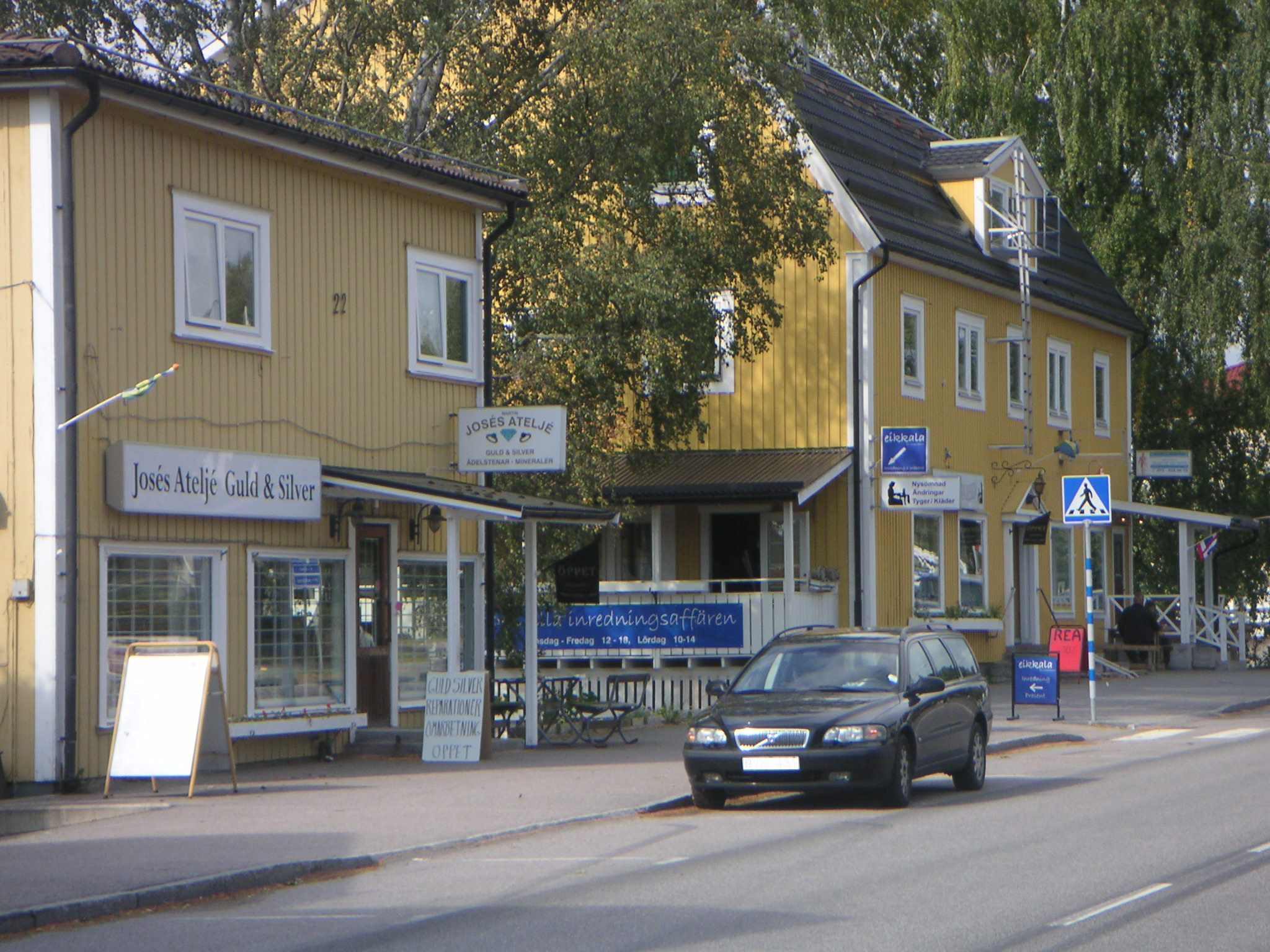
En del av Handelshögskolan i Stockholms biblioteks boksamlingar ligger i en depå i Bålsta i norra Stockholms län.

### ArkitektIvar Tengbom
Biblioteket är beläget i högskolans huvudbyggnad på Sveavägen 65, uppförd 1925 efter ritningar av arkitekt Ivar Tengbom, som även är internationellt känd för stilen Swedish grace (i Sverige benämnd Nordisk klassicism) och Stockholms konserthus. Biblioteket ligger på de högre våningarna i huvudbyggnadens norra flygel, innanför dess burspråk och kupol, vilka utgör del av byggnadens fasad mot Observatorielunden och Stockholms stadsbibliotek.
Leonard Dal, som utnämndes till bibliotekarie 1912 och ansvarade för flytten samlingarna till högskolans nya lokaler på Sveavägen 65, har i Biblioteksbladet, tolfte årgången, nummer 150 (1927), beskrivit bibliotekets nya lokaler. "Intill början av år 1926 var biblioteket inrymt i högskolans gamla lokaler, Brunkebergstorg 2. När den för Handelshögskolan uppförda byggnaden då var färdig att tagas i bruk, överflyttades biblioteket till sin där för framtiden bestämda plats. Om denna torde kunna sägas, att sällan har väl i en institutionsbyggnad av liknande slag ett mera gynnsamt och förnämligt läge beretts dess bibliotek. Och sällan har väl också arkitektuppgiften i fråga om de särskilda rummens läge och förhållande till varandra lösts på ett ändamålsenligare och vackrare sätt. Betydelsen härav för bibliotekets kommande verksamhet och utveckling skall med tacksam glädje erkännas".

### Boktornet
Inuti den sfäriska kupolen finns fyra mindre, cirkulära våningsplan (våningar 7–10) med specialanpassade bokhyllor och läsplatser med utsikt över Observatorielunden och Stockholms stadsbibliotek. En spiraltrappa förbinder kupolens olika våningar med resten av biblioteket. De cirkulära våningsplanen i kupolen, kallas för "Boktornet".

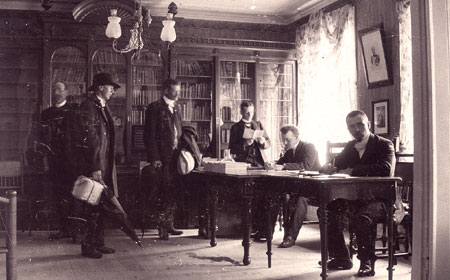
Inredningen i biblioteket tillverkades av Nordiska Kompaniets verkstäder (grundat 1904 och nedlagt 1973) i Norrköping.

Biblioteket har till stor del kvar sin originalinredning från byggnadens invigning år 1925, inkluderande väggbeklädnader i form av mörka ek- och valnötsträpaneler, innerväggar av ek och infattat glas samt ornamentering i smidesjärn. Hyllinredningen i bokmagasinet är utförd av Rosengrens Kassaskåpsfabriks AB, övriga hyllor och andra möbler levererades av AB Nordiska Kompaniets verkstäder i Norrköping.

## Samlingar
Bibliotekets samlingar utgöres av verk med inom samhällsvetenskap med inriktning mot företagsekonomi (ekonomisk psykologi, ledarskaps- och organisationsteori, marknadsföring, redovisning), nationalekonomi (makroekonomi, mikroekonomi, finansiell ekonomi) och ekonomisk historia. Biblioteket har tillgång till 30 000 elektroniska tidskrifter och 60 databaser. De egna samlingarna utgörs av 4 500 hyllmeter tryckt material.

## Samarbeten
Biblioteket samarbetar svenska och internationella universitets- och forskningsbibliotek, bland annat genom European Business Schools Librarian's Group (EBSLG) (svenska: Europeiska handelshögskolors bibliotekariegrupp), en samarbetsorganisation för europeiska handelshögskolebibliotek, grundad 1970.

## Bildgalleri

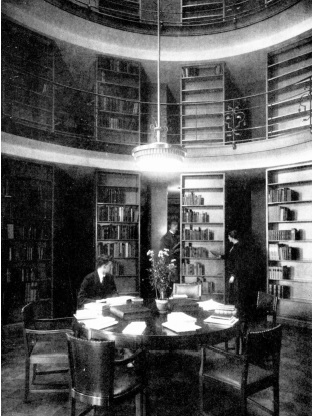
Handelshögskolan i Stockholms bibliotek